# Flunitrazepam
Flunitrazepam (INN) je léčivo ze skupiny benzodiazepinů, známé pod obchodní značkou Rohypnol. Jedná se o léčivo s výrazným sedativním, anxiolytickým a myorelaxačním účinkem; používá se při léčbě nespavosti a v injekční formě při anestezii. Patří mezi hypnotika.

## Historie
Flunitrazepam byl poprvé syntetizován počátkem 70. let 20. století švýcarskou firmou Hoffmann-La Roche. Používal se v nemocnicích tam, kde bylo žádoucí hluboké zklidnění pacientů. Poprvé vstoupil na komerční trh v Evropě v roce 1975 a v 80. letech se stal dostupným v ostatních zemích.
Původně byla vyráběna 1 mg, 2 mg a 5 mg balení, ale vzhledem k účinnosti a možnému zneužívání byla balení s vyššími dávkami stažena z trhu, takže v současnosti je k dostání pouze 1 mg balení.

## Farmakologie
Jako u ostatních benzodiazepinů jsou farmakologické účinky flunitrazepamu sedativní, myorelaxační, anxiolytické a antikonvulzivní. Sedativní účinky flunitrazepamu jsou sedm až desetkrát účinnější nežli u diazepamu. Účinky flunitrazepamu se obvykle objevují 15 až 20 minut po perorálním podání a trvají přibližně 4 až 6 hodin. Některé účinky se mohou projevovat i po dvanácti hodinách.

## Použití
Flunitrazepam je primárně určen k léčení těžké nespavosti nereagující na ostatní léčbu. V současné době je v mnoha státech jeho použití zakázáno (USA a Kanada od roku 1996). V České republice byl vyráběn firmou Zentiva, a. s., jeho výroba a distribuce byly ukončeny v roce 2006. V současné době není v ČR registrován žádný léčivý přípravek obsahující flunitrazepam.

## Zneužití

### Znásilnění
Flunitrazepam je znám vyvoláním ztráty paměti při použití dostatečně vysokých dávek. Postižení si nejsou schopni vybavit události, jež zažili pod vlivem drogy. Je těžké určit, ke kolika případům znásilnění (tzv. rape drug) pod vlivem sedativních drog dochází. Velmi často jsou obětem odebírány vzorky v době, kdy již vyprchal účinek drogy a v těle zůstávají pouze zbytková množství, která je velmi obtížné a někdy nemožné běžnými metodami stanovit. Problém je zhoršen ztrátami paměti oběti způsobenými drogou. Tyto ztráty paměti vedou k nejistotě oběti o okolnostech znásilnění a mohou vést ke kritickým zpožděním a nebo neochotě znásilnění ohlásit a poskytnout potřebné vzorky pro analýzu.
Pro zamezení případů, kdy je rohypnol nevědomky požit v potravě či nápoji, je dnes přibarvován indigokarmínem.

### Krádeže
Použití flunitrazepamu a ostatních uspávacích drog se stává široce rozšířené jako prostředek pro uspání oběti a její okradení. Použití silných sedativ pro loupeže je častějším problémem než jejich použití při znásilnění.

### Rekreační drogy
Ačkoliv je flunitrazepam znám především jako uspávací droga, je stále více populární jako droga rekreační. Je používána studenty, návštěvníky rave party a uživateli heroinu a kokainu pro:
- dosažení hluboké intoxikace (Kurt Cobain se předávkoval směsí flunitrazepamu s šampaňským několik týdnů před svou smrtí)
- zvýšení účinku heroinu, nebo zmírnění úzkosti a nespavosti spojené s odezníváním jeho účinku
- potlačení vedlejších účinků stimulans (nespavost, paranoia, nervozita)
- „zjemnění“ účinku vyvolaného silným užíváním stimulans (kokain, metamfetamin)
- zvýšení sexuálních výkonů

Flunitrazepam je většinou konzumován orálně, často v kombinaci s alkoholickými nápoji.

### Lupiči
Někdy je flunitrazepam zneužíván lupiči pro jeho zklidňující účinky, odstranění emocí a nervozity a též pro efekt ztráty paměti, jež policii ztěžuje výslech.

## Vedlejší účinky
Flunitrazepam je spolu s midazolamem, tempazepamem, lorazepamem a alprazolamem považován za jeden z nejnávykovějších benzodiazepinů. Jeho používání způsobuje několik vedlejších účinků jako jsou:
- ospalost
- ztráta motorické kontroly
  - závratě
  - pomalé koordinace
- nezřetelná výslovnost
- zmatení
- zažívací obtíže trvající 12 a více hodin
- při vyšších dávkách dýchací obtíže

Dlouhodobé používání flunitrazepamu způsobuje psychickou a fyzickou závislost a abstinenční příznaky v případě vysazení. Flunitrazepam snižuje rozlišovací schopnosti a psychomotorické funkce, ovlivňuje reakční čas a schopnost řídit motorová vozidla. Jeho použití v kombinaci s alkoholem umocňuje tyto vedlejší efekty a může vést k otravě.